# Yambio Airport
Yambio Airport är en flygplats i Sydsudan. Den ligger i den sydvästra delen av landet, 400 kilometer väster om huvudstaden Juba. Yambio Airport ligger 674 meter över havet.
Terrängen runt Yambio Airport är platt. Närmaste större samhälle är Yambio, 3,3 kilometer väster om Yambio Airport. 
Omgivningarna runt Yambio Airport är en mosaik av jordbruksmark och naturlig växtlighet. Runt Yambio Airport är det mycket glesbefolkat, med 7 invånare per kvadratkilometer.